# Мангуп кале
Мангуп кале (укр. Мангуп, рус. Мангуп, кримскотатарски: Mangup), или само Мангуп, историјска је грађевина на Криму, изграђена на висоравни око петнаест миља источно од Севастопоља.
Прво насеље на површини Мангупа је настало у 3. веку. Насеље је основао цар Јустинијан I средином 6. века. Касније су се и населили Кримски Готи.
Од средине 9. века па све до око 1000. године кнежевина је била под византском влашћу, онда је дошла под утицај Кијевске Русије. У 11. веку, град је погођен земљотресом. Средином 13. века Крим је заузет од стране Монгола. Кнежевина је успешно задржала своју независност, али је великом кану морала да плаћа порез.